# Stefano Lilipaly
Stefano Lilipaly (Amszterdam, 1990. január 10. –) indonéz válogatott labdarúgó.

## Nemzeti válogatott
Az Indonéz válogatottban 11 mérkőzést játszott.

## Statisztika
| Indonéz válogatott | Indonéz válogatott | Indonéz válogatott |
| Időszak            | Mérk.              | gól                |
| ------------------ | ------------------ | ------------------ |
| 2013               | 1                  | 0                  |
| 2014               | 0                  | 0                  |
| 2015               | 0                  | 0                  |
| 2016               | 8                  | 2                  |
| 2017               | 2                  | 0                  |
| Összesen           | 11                 | 2                  |